# Medián

Jednoduchý diagram znázorňující, jak najít Median

Medián (označován Me nebo {\displaystyle {\tilde {x}}}) je hodnota, jež dělí řadu vzestupně seřazených výsledků na dvě stejně početné poloviny. Ve statistice patří mezi míry centrální tendence. Platí, že nejméně 50 % hodnot je menších nebo rovných a nejméně 50 % hodnot je větších nebo rovných mediánu. Medián má smysl definovat pouze pro jednorozměrnou reálnou veličinu, jako je např. výška, hmotnost, výše mzdy atd.
Pro nalezení mediánu daného souboru stačí hodnoty seřadit podle velikosti a vzít hodnotu, která se nalézá uprostřed seznamu. Pokud má soubor sudý počet prvků, obvykle se za medián označuje aritmetický průměr hodnot na místech n/2 a n/2+1.
Obecně se za medián dá označit více čísel. V už zmíněném případě sudého počtu prvků neexistuje jedinečná hodnota. Platí však, že polovina hodnot je menší nebo rovna a polovina prvků je větší nebo rovna, ať už se za medián zvolí libovolné z obou prostředních čísel. Totéž dokonce platí i pro libovolné číslo, jehož velikost leží mezi těmito dvěma čísly. Proto se jako medián takového souboru může vzít libovolné z obou prostředních čísel i libovolné z čísel mezi nimi.

## Výhody a nevýhody mediánu
Základní výhodou mediánu jako statistického ukazatele je fakt, že není ovlivněn extrémními hodnotami. Proto se často používá v případě šikmých rozdělení, u kterých aritmetický průměr dává obvykle nevhodné výsledky. Např. u souboru { 1, 2, 2, 3, 9 } je medián (stejně jako modus) roven dvěma, což je zřetelně vhodnější míra polohy než aritmetický průměr, který je zde roven 3,4.
Další výhodou je, že medián lze definovat na každém souboru uspořádaném relací „menší nebo rovno“, i když se nejedná o soubor čísel. Například medián souboru {bez základního vzdělání, absolvent ZŠ, vyučen, vyučen s maturitou, vysokoškolák} je roven hodnotě „vyučen“, pokud kategorie vzdělání považujeme za seřazené podle náročnosti školy.
Nevýhodné je obvykle použití mediánu u souborů, ve kterých sledovaný znak nabývá jen dvou možných hodnot. Tam se medián chová stejně jako modus: je hrubým měřítkem vlastností rozdělení a v případě, že obě kategorie jsou zastoupeny zhruba stejně, je velmi nestabilní.

### Medián mezd a průměrná mzda

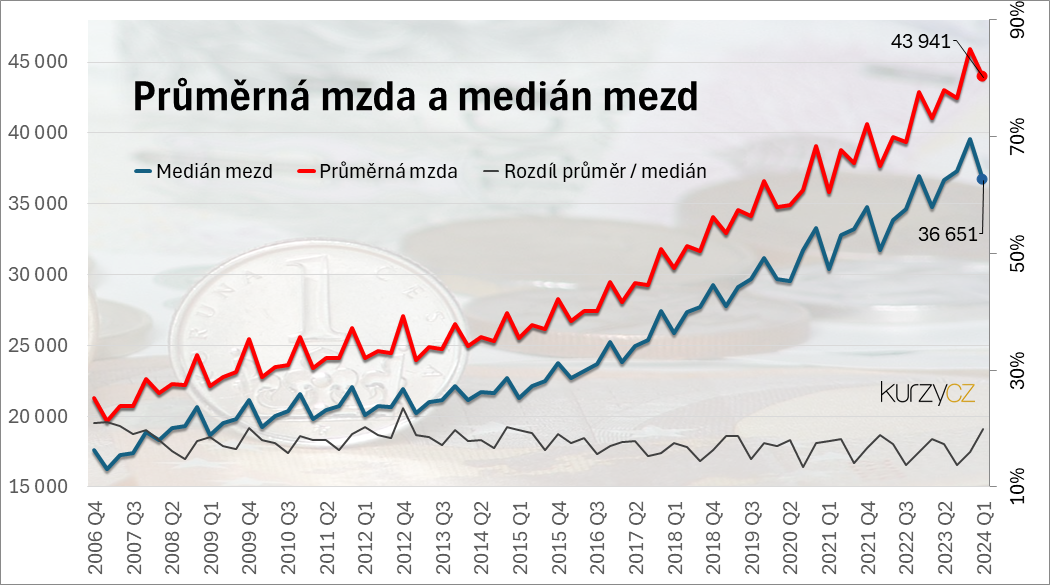
Průměrná a medián mezd

Mediánová mzda je vždy o něco nižší, než mzda průměrná. Medián mezd lépe vystihuje situaci "průměrného zaměstnance". Výši průměrné mzdy totiž výrazně zkreslují do plusu mzdy a platy lépe placených zaměstnanců - odborníků, vedoucích.
Pokud budou například tři zaměstnanci s výší mzdy 20, 30 a 70 tisíc Kč, je medián těchto mezd 30 tisíc Kč. Průměrná mzda je vyšší, 40 tisíc Kč. V roce 2023 byla průměrná mzda v ČR 45 927 Kč, medián mezd pak o 6 409 Kč nižší (-14%) a dosáhl hodnoty 39 518 Kč.

## Teoretické vlastnosti
V případě rozdělení pravděpodobnosti je mediánem číslo m, které splňuje rovnost P(X ≤ m) ≥ 0,5 a P(X ≥ m) ≥ 0,5. V případě spojité reálné jednorozměrné náhodné veličiny s hustotou pravděpodobnosti f pro medián platí:
{\displaystyle \int _{-\infty }^{m}f(x)\,\mathrm {d} x={\frac {1}{2}}.}
Medián nemusí být výše uvedenou rovností určen jednoznačně. 
Medián je také odhad hodnoty, který minimalizuje odchylku. U předchozího příkladu je tato chyba při použití mediánu rovna 1 + 0 + 0 + 1 + 7 = 9, zatímco při použití aritmetického průměru by byla rovna 2,4 + 1,4 + 1,4 + 0,4 + 5,6 = 11,2. To znamená, že číslo m, které minimalizuje výraz E(|X − m|), je mediánem rozdělení náhodné veličiny X.
Pro rozdělení náhodné veličiny, které mají konečnou střední hodnotu a medián platí, že absolutní hodnota rozdílu mezi mediánem a aritmetickým průměrem daného rozdělení je menší nebo rovna jedné směrodatné odchylce.[zdroj?]
Dá se ukázat, že (výběrový) medián je maximálně věrohodným odhadem střední hodnoty Laplaceova rozdělení.

## Medián jako kvantil
Medián je nejspíš nejpoužívanější kvantil. Kromě mediánu se velmi často používají kvartily (soubor se dělí na čtyři části), decily (na deset částí) a percentily (na sto částí).